# Corel
A Corel é uma empresa canadense com sede em Ottawa. Produz e edita programas de computador relacionados com a ilustração gráfica (Coreldraw). Criou um sistema operacional Corel Linux e recentemente adquiriu o Paint Shop Pro.
A Corel elaborou e é mantenedora do Corel Draw, software vetorial para desenho e layout de página, considerado por muitos como o melhor em seu segmento. Contudo também divide opiniões, alguns acham que o Corel Draw é pesado, instável e, por ter muitos recursos, acaba minando a engenhosidade do usuário.
Em 1999, a Corel tentou criar o MacOS da plataforma PC, lançando o Corel Linux. A ele agrega a sua suíte Corel Draw, o Corel Wordperfect e distribui gratuitamente o Photopaint, como merchandising para seu novo produto. Não obtém o lucro esperado e, por isso,  abandona o segmento Linux. Analistas afirmam que a injeção de 200 milhões de dólares por parte da Microsoft na empresa, que em 2001 estava em crise, teve como condição o desligamento de qualquer atividade que envolvesse tal sistema operacional.
Ainda em 2004 a Corel tinha a intenção de voltar-se para o segmento Linux mais uma vez, lançando seu Wordperfect, a sua suíte para produção em escritório. Contudo, desistiu dos planos.
Diante do monopólio da Microsoft no mercado de sistemas operacionais e suítes para escritório, a Corel teve grandes dificuldades em lograr êxito com o Linux e com o Wordperfect, mas permanece imbatível com o seu CorelDraw. Atualmente, entretanto, vê-se as voltas com vários similares a seu vetorial, no mercado: Illustrator, Freehand, Inkscape, XaraX.
Em meados de 2006 a Corel incorporou o WinZIP.

## Produtos

### Atuais
- CorelDraw - Editor gráfico vetorial, semelhante ao Adobe Illustrator e Macromedia FreeHand.
- Corel PhotoPaint - Editor gráfico raster, incluído no pacote de programas CorelDraw Graphics Suite. Semelhante ao Adobe Photoshop.
- Corel Graphics Suite - Pacote de programas que inclui o CorelDraw, PhotoPaint, R.A.V.E., Trace e Capture.
- Corel Designer - Antigamente chamado Micrografx Designer, software profissional para ilustrações técnicas.
- WordPerfect - Um processador de texto adquirido da Novell, originalmente produzido pela Satellite Software International.
- Corel KnockOut - Plug-in profissional de mascaramento do imagens.
- Corel Painter - Antigo Fractal Painter. Um programa que emula mídia natural (tinta, crayons, pincéis, etc.)
- Paint Shop Pro - Em Outobro de 2004, a Corel comproui a Jasc Software, desenvolvedora desse programa de edição de gráficos bitmap de baixo custo.
- Corel Quattro Pro - Um programa de planilhas eletrônicas adquirido da Borland e embutido no WordPerfect Office.
- Paradox - Um banco de dados relacional adquirido da Borland e empacotado com o WordPerfect Office Professional Edition.
- Corel InfoCentral - Um programa de gerenciamento do informações pessoais (PIM). Originalmente no pacote do WordPerfect Office versão 7, mais tarde distribuído como freeware.

### Descontinuados
- Corel R.A.V.E. - Acrônimo para "Real Animated Vector Effects", é um programa de animação vetorial comparável ao Macromedia Flash. R.A.V.E. foi descontinuado com o lançamento do CorelDraw Graphics Suite X3 (version 13) em fevereiro de 2006.
- Corel Ventura - sofware de publicação Desktop que teve um grande e leal séquito, para sua versão DOS quando a Corel o adquiriu no início dos anos 1990. Foi brevemente revivido em 2002.
- Corel Texture - Um gerador de padrões bitmap descontinuado com o lançamento da Corel Graphics Suite 11.

### Vendidos
- XMeta - Um editor XML adquirido quando tomou a SoftQuad em 2001 e então revendido para a Blast Radius em 2004.
- Bryce - Software para criação de paisagens 3D. Vendido em 2004 para a DAZ Productions.
- Corel Linux - Distribuição Linux baseada no Debian. O código-fonte foi vendido para a Xandros em 2001.

## Vetores
- Brands of the World Logotipos vetoriais do mundo inteiro
- Vetorizand Logotipos, desenhos vetoriais lista de sites com conteúdo vetorial para download